# Älvsjö
Älvsjö ist ein Stadtbezirk im Süden von Stockholm und hat gegenwärtig etwa 22.000 Einwohner.

## Gliederung
Der Stadtbezirk ist in folgende Ortsteile gegliedert.

### Älvsjö
Dieser Ortsteil ist vor allem durch die hier befindliche Stockholmer Messe bekannt. In den Hallen, die direkt am Regionalbahnhof Älvsjö liegen, finden jährlich etwa 50 Ausstellungen statt. Die Wohnhäuser des Ortsteils entstanden ab 1909 nach der Fertigstellung des Bahnhofs.

### Herrängen
Herrängen ist ein hügeliges Gebiet, in dem sich fast ausschließlich kleinere Häuser und Villen befinden. Der Ortsteil gehört seit 1930 zu Stockholm, wurde aber schon seit 1908 planmäßig bebaut.

### Liseberg
Mit einer Fläche von 38 Hektar ist Liseberg der kleinste Ortsteil südlich der Stockholmer Innenstadt. Der Name stammt von einem Bauernhof, der sich in diesem Gebiet befand.

### Långsjö
Dieser Ortsteil ist nach einem hier befindlichen See benannt. In Långsjö gibt es fast ausschließlich Villen, die ab 1910 errichtet wurden.

### Solberga
Solberga entstand als Gebiet mit Kleinhäusern, doch zwischen 1950 und 1953 wurden hier viele Mietshäuser errichtet. Bis 1969 baute man hier einige mehrgeschossige Gebäude, die ein Teil des Stockholmer Millionenprogrammes waren.

### Långbro
Auch dieser Ortsteil besteht überwiegend aus Villen.

## Söhne und Töchter des Stadtbezirks
- Gustaf Lagerbjelke (1817–1895), Jurist, Abgeordneter und Parlamentspräsident
- Göran Claeson (* 1945), Eisschnellläufer
- Camilla Grebe (* 1968), Betriebswirtin und Schriftstellerin
- Patrik Gerrbrand (* 1981), Fußballspieler